# Черки-Гришинское сельское поселение
Черки-Гришинское се́льское поселе́ние — муниципальное образование в Буинском районе Татарстана Российской Федерации.
Административный центр — село Черки-Гришино.

## История
Статус и границы сельского поселения установлены Законом Республики Татарстан от 31 января 2005 года № 17-ЗРТ «Об установлении границ территорий и статусе муниципального образования „Буинский муниципальный район“ и муниципальных образований в его составе».
Законом Республики Татарстан от 15 января 2008 года № 4-ЗРТ, 18 января 2008 года входившие в состав Черки-Гришинского сельского поселения сёла Черки-Дюртиле и Черки-Кощаково с прилегающей к ним территорией были отнесены в состав соответственно Большефроловского сельского поселения и Черки-Кильдуразского сельского поселения.

## Население
| 2010 | 2011 | 2012 | 2013 | 2014 | 2015 | 2016 |
| ---- | ---- | ---- | ---- | ---- | ---- | ---- |
| 942  | ↘937 | ↘921 | ↘912 | ↘907 | ↘893 | ↗896 |
| 2017 | 2018 |      |      |      |      |      |
| ↘875 | ↘852 |      |      |      |      |      |

## Состав сельского поселения
| № | Населённый пункт | Тип населённого пункта            | Население |
| - | ---------------- | --------------------------------- | --------- |
| 1 | Лащи             | посёлок железнодорожного разъезда |           |
| 2 | Черки-Гришино    | село, административный центр      |           |
| 3 | Черки-Кощаково   | село                              |           |